# Intercontinental Church of God
Intercontinental Church of God (ICOG) är ett amerikanskt trossamfund bildat 1998 av Garner Ted Armstrong sedan denne, 1978 av fadern Herbert W Armstrong uteslutits ur Worldwide Church of God och senare även tvingats lämna ledningen för det nya trossamfund, Church of God International, som han själv bildat.  
Församlingar finns på ett flertal platser i USA och Kanada, samt i Norge, Australien och Skottland.

## Lära
ICOG lär att lördagen ska helgas som vilodag.
Man firar inte jul, halloween eller andra högtider som uppfattas som hedniska men däremot högtidlighålls flera judiska högtider som lövhyddohögtiden och det osyrade brödets högtid.

## Officiella hemsidor
- Intercontinental COG
- Syvende dags Kristne, Bærum